# Hiyal
Hiyal är inom islamisk rättslära ett sätt att komma runt en regel/lag. Det innebär att man tolkar en lag bokstavligt talat istället för att tolka enligt lagens syfte. Ett exempel är att det står att om en bonde vill sälja sin mark så måste grannen vara den första som får erbjudande att köpa marken. Denna lag är till för att många småbitar land ska bli en helhet. 
Lagen kan kommas runt om bonden först ger bort en tunn bit land som gränsar till grannen. Då kan bonden senare sälja resten av sin mark till vem som helst för den gränsar inte längre till den första grannen.
Ett annat hiyal är när man vill komma runt förbudet med ränta. Då kan man maskera ett lån genom att sälja något värdelöst. Detta köps senare tillbaka för dubbla priset. 
Hanafi-skolan och Shafi-skolan accepterar hiyal medan Maliki-skolan och Hanbali-skolan motsätter sig det.  